# لينارولو (بافيا)
لينارولو (بالإيطالية: Linarolo)‏ هي بلدة تقع في مقاطعة بافيا بإقليم لومبارديا في شمال إيطاليا. تبلغ مساحة هذه المدينة 12.3 (كم²)، وترتفع عن سطح البحر 76 م، بلغ عدد سكانها 2200 نسمة في عام 2004 حسب إحصاء المعهد الوطني للإحصاء.

## السكان
في سنة 1861 بلغ عدد السكان 1٬949 نسمة، وتطور العدد ليصل في سنة 2011 لـ 2٬754 نسمة.
يظهر هذا المخطط البياني تطور النمو السكاني لـ لينارولو (بافيا)